# Tadeusz Motowidło
Tadeusz Motowidło (* 21. Juli 1952 in Trójczyce) ist ein polnischer Politiker, Gewerkschafter und seit 2001 Abgeordneter des Sejm in der IV., V. und VI. Wahlperiode.
Er besuchte das Technikum für Bergwerkstechnik. Lange Jahre arbeitete er im Steinkohle-Bergwerk Zofiówka in Jastrzębie-Zdrój. Er wurde Funktionär der Bergarbeitergewerkschaft und seit 1975 gehörte er der Polska Zjednoczona Partia Robotnicza (Polnische Vereinigte Arbeiterpartei – PZPR) an.
In den Parlamentswahlen 2001 und 2005 errang er über die Liste des Sojusz Lewicy Demokratycznej (Bund der Demokratischen Linken – SLD) ein Abgeordnetenmandat für den Wahlkreis Rybnik. In den Parlamentswahlen 2007 wurde er über die Liste der Lewica i Demokraci (Linke und Demokraten – LiD) mit 17.087 Stimmen zum dritten Mal in den Sejm gewählt. Er sitzt in den Sejm-Kommissionen für Wirtschaft sowie Gesellschaftspolitik und Familie.
Am 22. April 2008 wurde er Mitglied der neu gegründeten Fraktion Lewica.